# Kanchaghatta, Tiptur
Kanchaghatta là một làng thuộc tehsil Tiptur, huyện Tumkur, bang Karnataka, Ấn Độ.